# Nora Mank
Nora Mank (* 8. Juli 1935; † 1. Dezember 2017) war eine deutsche Balletttänzerin und Primaballerina der Deutschen Staatsoper Berlin.

## Leben
Nora Mank stammt aus Leipzig und wollte Pianistin werden, besuchte dann aber eine Kinderballettschule. Hier wurde sie als Statistin für das Kinderballett der Leipziger Oper entdeckt. 1950 wurde sie Schülerin bei Tatjana Gsovsky in West-Berlin, wo sie auch wohnte. Ein Jahr später kam sie als Elevin an die Deutsche Staatsoper Berlin. Auf Grund ihrer Begabung wurde sie durch die DDR für ein Jahr an die Staatliche Ballettschule in Leningrad delegiert, wo sie auch mit dem Kirow-Ballett in La Sylphide auftrat. Zur Jahreswende 1961/1962 entschloss sie sich, auf Grund ihrer engen Bindungen zur Deutschen Staatsoper, ihren Wohnsitz nach Ost-Berlin zu verlegen.
Die letzte Ruhestätte Nora Manks befindet sich auf dem Friedhof in Schlieffenberg.

## Darstellung Nora Manks in der bildenden Kunst der DDR
- Bert Heller: Primaballerina Nora Mank (1964, Mischtechnik, 100 × 69 cm; Kunstsammlungen Chemnitz)[3]
- Erich Hering: Mädchen mit roten Strümpfen (1963, Mischtechnik)

## Theater
- 1952: Sergei Prokofjew: Aschenbrödel (Russisches Mädchen) – Choreographie: Daisy Spies (Deutsche Staatsoper Berlin)
- 1953: Brüder Grimm: Aschenbrödel (Aschenbrödel) – Regie: Franz Kutschera (Märchentheater der Stadt Berlin im Theater am Schiffbauerdamm)
- 1953: Albert Burkat: Das Recht des Herrn (Braut) – Choreographie: Daisy Spies (Deutsche Staatsoper Berlin)
- 1953: Carl Maria von Weber: Aufforderung zum Tanz – Choreographie: Bernhard Wosien (Friedrichstadt-Palast Berlin)
- 1956: Léo Delibes: Coppélia (Freundin Swanildas) – Choreographie: Lilo Gruber (Deutsche Staatsoper Berlin)
- 1957: Albert Burkat/Victor Bruns: Neue Odyssee (Stadtmädchen) – Choreographie: Lilo Gruber (Deutsche Staatsoper Berlin)
- 1959: Richard Mohaupt: Lysistrata (Lysistrata) – Choreographie: Lilo Gruber (Deutsche Staatsoper Berlin)
- 1959: Peter Tschaikowski: Schwanensee (Großer Schwan) – Choreographie: Lilo Gruber (Deutsche Staatsoper Berlin)
- 1961: Aram Chatschaturjan: Gajaneh (Gajaneh) – Choreographie: Lilo Gruber (Deutsche Staatsoper Berlin)
- 1963: Sergei Prokofjew: Romeo und Julia (Julia) – Choreographie: Lilo Gruber (Deutsche Staatsoper Berlin)
- 1964: Wolfgang Hohensee: Sklaven (Ursa) – Choreographie: Lilo Gruber (Deutsche Staatsoper Berlin)
- 1966: Adolphe Adam: Giselle (Giselle) – Choreographie: Lilo Gruber (Deutsche Staatsoper Berlin)
- 1970: Boris Assafjew: Die Fontäne von Bachtschissarai (Maria) – Choreographie: Claus Schulz (Deutsche Staatsoper Berlin)
- 1971: Boris Assafjew: Die Flamme von Paris (Mirelle) – Choreographie: Claus Schulz (Deutsche Staatsoper Berlin)
- 1971: Peter Tschaikowski: Dornröschen (Gute Fee) – Choreographie: Lilo Gruber (Deutsche Staatsoper Berlin)

## Filmografie
- 1963: Ballettsolisten der Linden-Oper (Dokumentarfilm)

## Auszeichnungen
- 1961: Ernennung zur Primaballerina[4]
- 1964: Kunstpreisträger der DDR[5]